# Sarcophaga lacrymans
Sarcophaga lacrymans är en tvåvingeart som beskrevs av Villeneuve 1912. Sarcophaga lacrymans ingår i släktet Sarcophaga och familjen köttflugor.
Artens utbredningsområde är Syrien. Inga underarter finns listade i Catalogue of Life.